# Qingchengshan
Qingchengshan (kinesiska: 青城山镇, 青城山) är en köping i Kina. Den ligger i provinsen Sichuan, i den sydvästra delen av landet, omkring 51 kilometer nordväst om provinshuvudstaden Chengdu. Antalet invånare är 32 970. Befolkningen består av 15 358 kvinnor och 17 612 män. Barn under 15 år utgör 10,0 %, vuxna 15-64 år 79 %, och äldre över 65 år 10,0 %.
Genomsnittlig årsnederbörd är 1 318 millimeter. Den regnigaste månaden är juli, med i genomsnitt 377 mm nederbörd, och den torraste är december, med 11 mm nederbörd.